# ハリイ・ケメルマン
ハリイ・ケメルマン（英: Harry Kemelman、1908年11月24日 - 1996年12月15日）は、アメリカ合衆国の推理作家。

## 略歴
1908年、マサチューセッツ州ボストンに産まれる。
1930年にボストン大学英語学部でBachelor of Arts（BA、学士（教養））を、1931年にハーバード大学の英語文献学で修士（学術）を修得する。第二次世界大戦の前には、ボストンの公立学校やノースイースタン大学で教職に就いていた。第二次世界大戦中はボストンのアメリカ陸軍輸送科で賃金管理者として勤務し、後に戦時資産管理事務局で勤務した。戦後はフリーライターを経て、1963年にはベンジャミン・フランクリン工科大学の助教授に就任した。また1960年代にボストン州立大学でも助教授を務めている。
1996年、マサチューセッツ州マーブルヘッドにて死去。

## 作家としてのキャリア
1947年に『エラリー・クイーンズ・ミステリ・マガジン』の短編小説コンテストへ応募した『九マイルは遠すぎる（The Nine Mile Walk）』が入選を果たす。以後、『九マイルは遠すぎる』の探偵役である「ニッキー・ウェルト教授」を主人公とした短編小説8作を20年に渡って断続的に発表する。
1964年より、ユダヤ教僧侶ラビ・デイヴィッド・スモールを主人公とした長編シリーズの第1作となる『金曜日ラビは寝坊した』を発表。『金曜日ラビは寝坊した』は、1965年のエドガー賞 処女長編賞を受賞する。以降、ラビ・シリーズは1996年までに11作が発表された。

### ニッキー・ウェルト教授シリーズ
短編
1. 九マイルは遠すぎる（"The Nine Mile Walk"） – 1947年
2. わらの男（"The Straw Man"） – 1950年
3. 10時の学者（"The Ten O'Clock Scholar"） – 1952年
4. エンド・プレイ（"End Play"） – 1950年
5. 時計を二つ持つ男（"Time and Time Again (The Man with Two Watches)"） – 1962年
6. おしゃべり湯沸し（"The Whistling Tea Kettle (The Adelphi Bowl)"） – 1963年
7. ありふれた事件（"The Bread and Butter Case (A Winter's Tale)"） – 1962年
8. 梯子の上の男（"The Man on the Ladder"） – 1967年

短編集
- 九マイルは遠すぎる（The Nine Mile Walk） – 1967年
上記の8編を含む短編集
東西ミステリーベスト100海外編で、1985年版で86位、2012年版で68位

### ラビ・シリーズ
ラビ・シリーズは、マサチューセッツ州の海岸にある小さな郊外の（架空の）町バーナード・クロッシング（Barnard's Crossing）にあるシナゴーグ（ユダヤ教の会堂）に勤めるラビのデビッド・スモールを主人公、探偵役としたシリーズ。
1976年にNBCでパイロット版TV映画が製作され、1977年からNBCミステリー・ムービーの『ラニガンのラビ』としてシリーズ放映された。主人公・警察署長ポール・ラニガン役はアート・カーニーが演じ、ラビ役は、パイロット版はスチュアート・マーゴリン、TVシリーズはブルース・ソロモンが演じた。
1. 金曜日ラビは寝坊した（英語版）（Friday the Rabbi Slept Late） – 1964年
2. 土曜日ラビは空腹だった（Saturday the Rabbi Went Hungry） – 1966年
3. 日曜日ラビは家にいた（Sunday, the Rabbi Stayed Home） – 1969年
4. 月曜日ラビは旅立った（Monday The Rabbi Took Off） – 1972年
5. 火曜日ラビは激怒した（Tuesday the Rabbi Saw Red） – 1973年
6. 水曜日ラビはずぶ濡れだった（英語版）（Wednesday the Rabbi Got Wet） – 1976年
7. 木曜日ラビは外出した（Thursday the Rabbi Walked Out） – 1978年
8. ラビとの対話（Conversations with Rabbi Small） – 1981年
9. Someday the Rabbi Will Leave – 1985年
10. One Fine Day the Rabbi Bought a Cross – 1987年
11. The Day the Rabbi Resigned – 1992年
12. That Day the Rabbi Left Town – 1996年